# Демонасса (дружина Пеанта)
Демонасса (дав.-гр. Δημώνασσα) — персонажка давньогрецької міфології, цариця Мелібоя. Дружина фессалійського царя міста Мелібоя Пеанта, мати Філоктета.